# Bojan Golubović
Bojan Golubović (* 22. August 1983 in Konjic, SFR Jugoslawien) ist ein bosnisch-herzegowinischer Fußballspieler.

## Karriere
Die Karriere von Golubović begann im Jahr 2003 PKB Padinska Skela in der zweiten Liga der Republika Srpska, der dritthöchsten Spielklasse von Bosnien-Herzegowina. Dort gelang ihm in der Saison 2004/05 mit zehn Treffern bei 28 Einsätzen der Durchbruch, musste mit seinem Team am Saisonende jedoch absteigen. Anschließend verpflichtete ihn Erstligist FK Leotar Trebinje. Auch hier entwickelte er sich zur Stammkraft im Sturm. In der Hinrunde der Spielzeit 2007/08 konnte er jedoch lediglich zwei Treffer erzielen und verließ das abstiegsbedrohte Trebinje zum kroatischen Zweitligisten NK Slavonac Stari Perkovci. Nach Anlaufschwierigkeiten konnte er in der Saison 2008/09 elf Tore dazu beisteuern, dass sein Klub die Liga auf dem vierten Platz abschloss, was den Aufstieg in die erste kroatische Liga bedeutete. Sein Verein konnte das Aufstiegsrecht jedoch nicht wahrnehmen und Golubović schloss sich daraufhin Aufsteiger Međimurje Čakovec an. Mit Međimurje musste er am Ende der Spielzeit 2009/10 umgehend absteigen. Seine 13 Treffer sorgten jedoch dafür, dass ihn Aufsteiger RNK Split unter Vertrag nahm. Dort konnte er seine Torgefährlichkeit nur selten unter Beweis stellen. In der Saison 2010/11 erreichte er mit seinem Team die Qualifikation zur Europa League, schied dort aber in der dritten Runde gegen den FC Fulham aus.
In der Winterpause 2011/12 verließ Golubović Split und heuerte beim rumänischen Erstligisten Ceahlăul Piatra Neamț an. Mit Ceahlăul kämpfte er in folgenden Spielzeiten um den Klassenverbleib, machte aber stets mit zweistelliger Torausbeute auf sich aufmerksam. Im Sommer 2014 verpflichtete ihn der dänische Erstligist SønderjyskE. Hier konnte er sich nicht durchsetzen. Er kam in der Hinrunde 2014/15 nur zu neun Einsätzen und einem Torerfolg. Golubović kehrte nach Rumänien zurück und schloss sich CSMS Iași an. Im Sommer 2016 nahm ihn Rekordmeister Steaua Bukarest unter Vertrag. Nur ein halbes Jahr später wechselte er zurück zu CSMS Iași. Im Sommer 2017 verpflichtete ihn Ligakonkurrent Gaz Metan Mediaș, ehe er Anfang 2018 zum FC Botoșani wechselte.

## Erfolge
- Qualifikation zur Europa League: 2011